# Hugo Hovenkamp
Hugo Hermanus (Hugo) Hovenkamp (Groningen, 5 oktober 1950) is een voormalige Nederlands voetballer. Hij speelde onder meer 31 keer voor het Nederlands elftal.

## Clubcarrière
Hovenkamp werd geboren naast het Oosterparkstadion. Desondanks koos hij niet voor de buurtclub, Oosterparkers, maar voor GVAV. In 1968 debuteerde hij in het eerste elftal, dat toen in de Eredivisie speelde. Hij maakte degradatie mee, de naamswijziging naar FC Groningen en weer promotie naar de Eredivisie.
Half 1975 vertrok Hovenkamp naar AZ'67 en maakte daar de glorietijd mee (half 1976-half 1982). In een elftal met onder meer Ronald Spelbos, Peter Arntz, Jan Peters, Kurt Welzl, Kees Kist en Pier Tol werd AZ in 1980/81 zeer overtuigend landskampioen. Ook werd dat seizoen de KNVB Beker gewonnen en de finale van het UEFA Cup-toernooi bereikt.  Hovenkamp was een van de dragende spelers in dat team. Na misgelopen onderhandelingen in Canada met Edmonton Eagles, ging Hovenkamp in 1983 naar Oostenrijk waar hij in 1985 bij FC Wacker Innsbruck zijn loopbaan besloot.
In het kader van 60 jaar Eredivisie in 2016, verrichtten clubiconen in speelronde 5 de aftrap van de eredivisiewedstrijden. Bij de thuiswedstrijd van AZ tegen Willem II werd Hovenkamp namens de Alkmaarders naar voren geschoven.

## Interlandcarrière
Hovenkamp debuteerde op 9 februari 1977 in het Nederlands elftal op Wembley tegen Engeland. Hoewel hij daarna wel een aantal kwalificatiewedstrijden meespeelde in de voorronde van het WK 1978 heeft hij op de eindronde in Argentinië niet gespeeld door een blessure. Wel speelde hij op de eindronde van het EK in 1980. In totaal speelde Hovenkamp 31 keer in Oranje.

## Trivia
- het spelershome in het AFAS Stadion van AZ is naar hem vernoemd.
- is eigenaar van camping Trekkershonk in Callantsoog die hij van zijn schoonvader heeft overgenomen